# Andrej Tiwontschik
Andrej Tiwontschik (bial. Андрэй Цівончык; ur. 13 lipca 1970 w Gorki) – niemiecki lekkoatleta pochodzenia białoruskiego specjalizujący się w skoku o tyczce, uczestnik letnich igrzysk olimpijskich w Atlancie (1996), brązowy medalista olimpijski w skoku o tyczce.

## Sukcesy sportowe
- mistrz Białorusi w skoku o tyczce (1992)[1]
- czterokrotny medalista mistrzostw Niemiec w skoku o tyczce – złoty (1995), srebrny (1996) oraz dwukrotnie brązowy (1997, 1998)[2]
- czterokrotny medalista halowych mistrzostw Niemiec w skoku o tyczce – złoty (1995), dwukrotnie srebrny (1996, 1999) oraz brązowy (2001)[3]

| Rok                  | Miasto               | Zawody                    | Konkurencja          | Wynik                |
| Reprezentant Niemiec | Reprezentant Niemiec | Reprezentant Niemiec      | Reprezentant Niemiec | Reprezentant Niemiec |
| -------------------- | -------------------- | ------------------------- | -------------------- | -------------------- |
| 1994                 | Helsinki             | Mistrzostwa Europy        | skok o tyczce        | 6. miejsce           |
| 1995                 | Barcelona            | Halowe mistrzostwa świata | skok o tyczce        | brązowy medal        |
| 1995                 | Göteborg             | Mistrzostwa świata        | skok o tyczce        | 9. miejsce           |
| 1996                 | Atlanta              | Igrzyska olimpijskie      | skok o tyczce        | brązowy medal        |
| 1998                 | Budapeszt            | Mistrzostwa Europy        | skok o tyczce        | 6. miejsce           |
| 1999                 | Maebashi             | Halowe mistrzostwa świata | skok o tyczce        | 6. miejsce           |

## Rekordy życiowe
- skok o tyczce – 5,95 – Kolonia 16/08/1996
- skok o tyczce (hala) – 5,85 – Karlsruhe 20/02/1999